# Phó (họ)
Phó là một họ của người ở vùng Văn hóa Đông Á. Họ này có mặt ở Việt Nam, Trung Quốc (chữ Hán: 傅, Bính âm: Fu), Hoa Kỳ, Pháp, Đức, Canada và Triều Tiên tuy rất hiếm (Hangul: 부, Romaja quốc ngữ: Bu). Trong danh sách Bách gia tính, họ này được xếp thứ 84. Về mức độ phổ biến họ này xếp thứ 53 ở Trung Quốc theo thống kê năm 2006. Họ Phó ở Trung Quốc có mặt ở hầu hết các tỉnh ở Trung Quốc, kể cả ở Bắc Kinh, Nam Kinh, Thượng Hải, Thành đô, Tứ Xuyên, Quảng Đông, Quảng Tây…

## Gia Phả Họ Phó[cần dẫn nguồn]
Họ Phó ở Việt Nam bắt nguồn từ Trung Quốc: Xã Ô Giang, đô thứ 17, huyện Long Khê, phủ Chương Châu, tỉnh Phúc Kiến phỏng đoán được vào khoảng năm Tân Mão, năm thứ 14, Quang Hưng đời vua Thế Tôn nhà Lê (1591), tương đương năm thứ 19 Vạn lịch, đời vua Minh, Trung Quốc người họ Phó đầu tiên đã đến định cư tại Đại Việt (kể đến năm 2020, đã qua 429 năm).
Họ Phó có lịch sử lâu đời. Chẳng hạn ông Phó Duyệt làm quan Đại Thần nhà Thương (1766-1122 trước CN). Đại danh y Phó Thanh Chủ soạn quyển "Phó Thanh Chủ Nữ Khoa" được đánh giá cao. Ông Phó Tắc Nghĩa là Bộ trưởng Bộ Thủy Lợi, phó chủ tịch Chính hiệp của Chính phủ Cộng hòa Nhân dân Trung Hoa. 
Ở Việt Nam có ông Phó Đức Huệ nêu gương hào hiệp, trọng nghĩa khí, văn học, chu đáo từ việc xã hội đến gia đình, nổi danh một thời ở xứ Bắc Kỳ. Ông Phó Đức Chính, một trong những vị lãnh tụ Quốc dân Đảng. Ông Phó Đức Thành, sáng lập viện Hội Y Học Trung Kỳ, đấu tranh chống nghị định cấm hành nghề Đông y của Jean Decoux, nổi tiếng về nghiên cứu thuốc Nam. Về nghề nghiệp, họ Phó có tiếng về buôn thuốc Bắc, làm thuốc Đông Y. 
Dưới thời Pháp thuộc, quá nửa số hiệu thuốc Bắc ở phố Phúc Kiến (nay là phố Lãn Ông) Hà Nội có chủ là người họ Phó hoặc là người làng Đa Ngưu (đa phần người làng này có tổ tiên từ Phúc Kiến qua): Phó Gia Tường, Đức Thái, Phó Gia Hội, Đức Hanh, Đức Phong, Ích Phong… Ở Nam Định có ông Đức Huệ, ở Thái Bình có Ông Đức Hợp, ở Việt Trì có hiệu Đức Tường, ở Nghệ An và các tỉnh miền Trung có các hiệu Vĩnh Hưng Tường, Vĩnh Tường (trích Gia Phả Họ Phó của ông Phó Bá Thuận xuất bản 1923).

## Người Việt Nam họ Phó có danh tiếng
- Phó Đức Chính, nhà lãnh đạo Việt Nam Quốc dân đảng
- Phó Đức Phương, nhạc sĩ Việt Nam

## Người Trung Quốc họ Phó có danh tiếng
- Phó Hà, đại phu nước Trịnh thời Xuân Thu
- Phó Khoan, tùy tướng của Lưu Bang
- Phó Hỉ, đại quan thời Tây Hán
- Phó Huấn, Kinh Châu, thời Tam Quốc
- Phó Đồng, thời Tam Quốc
- Phó Thiêm, thời Tam Quốc
- Phó Sĩ Nhân, Bắc Kinh, thời Tam Quốc
- Phó chiêu nghi, không rõ tên thật, phi tần của Hán Nguyên Đế, và cả dòng họ ngoại thích họ Phó của bà dưới triều Hán Ai Đế như Phó Yến, Phó hoàng hậu (con gái Phó Yến).
- Phó Dịch, học giả thời nhà Đường
- Phó Huyền, nhà văn thời Tây Tấn
- Phó Du Nghệ, tể tướng của Võ Tắc Thiên
- Phó Thanh Chủ, danh y thời nhà Minh
- Phó Tác Nghĩa, phó chủ tịch Chính hiệp
- Phó Liên Chương, bộ trưởng Bộ Y tế Trung Quốc
- Phó Cung Thành, nghệ sĩ bóng đá Trung Quốc
- Phó Duyệt, quan Đại Thần nhà Thương
- Phó Chính Hoa, bộ trưởng Bộ Tư pháp Trung Quốc
- Phó Tinh, ca sỹ nhạc pop Trung Quốc, thành viên nhóm nhạc dự án Hỏa Tiễn Thiếu Nữ
- Phó Vận Triết, diễn viên ca sĩ người Trung Quốc, thành viên Câu Lạc Bộ Âm Nhạc Dịch An, là nghệ sĩ của Truyền Thông văn hóa Nguyên Tế Hoạ